# Stars Crusaders
Stars Crusaders sono una band di musica elettronica nata a Torino nel 2014.

## Storia del gruppo
All'inizio del 2014 pubblicano on line le prime canzoni suscitando l'interesse degli addetti ai lavori.
Grazie al brano Aeterna firmano con l'etichetta di Chicago WTII Records e pubblicano un EP, remixato da Dupont e Nordika.
Nel novembre del 2014 esce per la WTII Records il loro primo album New Horizons con la collaborazione alla produzione di Stefan Poiss dei Mind.in.a.box.
Nel 2015 aggiungono alla formazione una batteria elettronica per le esibizioni dal vivo. I successivi concerti del New Horizons Tour toccano diverse città europee (Atene, Madrid, San Pietroburgo, Milano) e permettono alla band di condividere il palco con i principali esponenti della scena futurepop e synthpop (De/Vision, Diorama, Frozen Plasma, Solar fake, Namnambulu, Babylonia).
Ad aprile 2015 esce il secondo singolo Mothership remixato da Rotersand e Rob Dust.
Il 27 febbraio 2016 durante il concerto di apertura per i VNV Nation presentano il brano Under Attack, che sarà il primo singolo del nuovo album in lavorazione.
Il 10 dicembre 2016 partecipano al Synthetic Snow Festival di Mosca suonando dal vivo le canzoni dell’album Welcom to Hydra che viene pubblicato il 5 maggio del 2017.
Ad ottobre 2017 esce il singolo Gemini, remixato da Decoded Feedback, accompagnato dal video del regista Domenico Morreale, ispirato al film Il settimo sigillo.
Nel 2018 esce il brano inedito Beta Cancri, scritto esclusivamente per Electronic Saviors, progetto benefico a favore della ricerca sul cancro, che coinvolge la scena musicale electro industrial.

## Formazione
- Fabio Furlan - Yeda Furyan (Voce)
- Davide Gay - Dave Dax (Sound-engeneer, synth)
- Simone Fornaro - Symorg (Synth e cori)
- Andrea Pellanda - C1-C0 (batteria elettronica)

## Discografia
- 2014 - New Horizons
- 2017 - Welcome to Hydra